# Đảng Quốc gia Nhân dân
Đảng Quốc gia Nhân dân (PNP) là một đảng phái chính trị xã hội dân chủ và xã hội tự do Jamaica, được thành lập bởi Norman Manley vào năm 1938. Đó là đảng chính trị lâu đời nhất ở vùng Caribê nói tiếng Anh và một trong hai đảng phái chính trị ở Jamaica. Trong hai đảng chính, nó được coi là cánh tả hơn so với đối thủ chính của nó, là Jamaica Đảng Lao động. Nó đã được đa số trong Quốc hội Jamaica từ 1972-1980, từ năm 1989 đến tháng 9 năm 2007, khi JLP giành chiến thắng trong cuộc tổng tuyển cử và hiện nay, cuộc tổng bầu cử tháng 12 năm 2011. Bên này là một thành viên của Quốc tế xã hội.
PNP đã bị đánh bại trong cuộc bầu cử phổ thông đầu tiên được tổ chức ở Jamaica năm 1944, giành được chỉ có bốn trong số 32 ghế (một ứng viên độc lập đắc cử sau đó gia nhập đảng này). Đảng này đã nắm giữ Quốc hội vào năm 1955 cho đến ngay trước khi độc lập vào năm 1962 khi đảng này đã bị đánh bại bởi đối thủ chính của nó, Đảng Lao động Jamaica. Trong thời gian này của chính phủ, đảng thúc đẩy tích cực cải cách chính sách xã hội dân chủ, bao gồm cả việc mở cửa giáo dục trung học cho nhiều người Jamaica nghèo thông qua kinh phí nhà nước của học bổng.
Mười năm sau, dưới sự lãnh đạo của con trai người sáng lập của đảng, Michael Manley, quay trở lại chức vụ cam kết với chủ nghĩa xã hội dân chủ và chính sách nước ngoài tập trung vào việc tăng cường quan hệ với miền Nam toàn cầu. Năm 1980,  Đảng Lao động  Jamaica do Edward Seaga lãnh đạo chiến thắng áp đảo trước PNP, sau nhiều năm trải qua lạm phát và thất nghiệp gia tăng, và trong một chiến dịch đáng chú ý cho một mức độ đáng báo động của bạo lực. Manley dẫn bên trong tẩy chay cuộc bầu cử nhanh chóng được gọi là vào năm 1983, và đảng này vắng mặt tại quốc hội trong hơn năm năm.